# Alun Armstrong
Alun Armstrong, (né Alan J. Armstrong) est un acteur britannique né le 17 juillet 1946 dans le comté de Durham en Angleterre. Son fils Joe Armstrong, est aussi acteur.

## Biographie
Né de parents anglais, sa mère vient de County Durham et son père de Cumberland.
Il commence sa carrière à 25 ans dans La loi du milieu (Get Carter) où il tient le petit rôle du barman Keith, il continue quelques années plus tard dans Les Duellistes, premier film de Ridley Scott. Il continue dans le film de Richard Attenborough, Un pont trop loin, traitant de la fin de la Seconde Guerre mondiale.

## Carrière
Par ses rôles, souvent de second plan, le succès finit par arriver. En 1985, il fait partie du casting orignal (Londres) de la comédie musicale Les Misérables dans le rôle de Thénardier.
La fin des années 1990 et le début des années 2000 marquent son entrée dans les productions hollywoodiennes dont la plus mémorable reste dans Le Retour de la momie, de Stephen Sommers suite de La Momie, du même réalisateur, dans laquelle il interprète le rôle du conservateur Hafez, il joue aussi dans Sleepy Hollow, de Tim Burton.
Il retrouvera aussi Stephen Sommers pour le film Van Helsing dans lequel il fait une apparition avec le rôle du cardinal Jinette. En 2005, il est l'un des acteurs de la énième transposition cinématographique d’Oliver Twist, et sa dernière grosse production est le film Eragon, où il joue l'Oncle Garrow.

## Filmographie

### Cinéma
- 1971 : La Loi du milieu : Keith
- 1977 : Un pont trop loin : caporal Davies
- 1977 : Les Duellistes : Lacourbe
- 1981 : La Maîtresse du lieutenant français : Grimes
- 1983 : Krull de Peter Yates : Torquil
- 1989 : L'Été des roses blanches (Đavolji raj - ono ljeto bijelih ruža) de Rajko Grlić : Zemba
- 1990 : Chasseur blanc, cœur noir : Ralph Lockhart
- 1992 : Jeux de guerre : Owens
- 1994 : Prince noir : Reuben Smith
- 1995 : Braveheart de Mel Gibson : Mornay
- 1997 : Le Saint de Phillip Noyce : inspecteur Teal
- 1999 : Sleepy Hollow : High Constable
- 2000 : Harrison's Flowers : Samuel Brubeck
- 2000 : L'Échange (Proof of Life) de Taylor Hackford : Wyatt
- 2001 : Le Retour de la momie : M. Hafez
- 2003 : Gauguin (Paradise Found) de Mario Andreacchio : Camille Pissarro
- 2004 : Van Helsing : cardinal Jinette
- 2006 : Eragon de Stefen Fangmeier : oncle Garrow
- 2018 : Possum de Matthew Holness (en)

### Télévision
- 1999 : David Copperfield de Simon Curtis : Dan Peggotty
- 1999 : Aristocrats de David Caffrey : Lord Holland
- 2008 : La petite Dorrit : Jeremiah / Ephraim Flintwinch
- 2012 : Le Mystère d'Edwin Drood (The Mystery of Edwin Drood) de Diarmuid Lawrence : Hiram Grewgious
- 2014 : Penny Dreadful de John Logan : Vincent Brand (saison 1)
- 2014 : Downton Abbey : Stowell (majordome de Lord Sinderby) (saison 5)
- 2016 : Frontier : Lord Benton
- 2020-2023 : Breeders : Jim
- 2023 : Tom Jones (minisérie) : Squire Western